# Chrysomyxa stilbae
Chrysomyxa stilbae är en svampart som beskrevs av Y.Z. Wang, M.M. Chen & L. Guo 1980. Chrysomyxa stilbae ingår i släktet Chrysomyxa och familjen Coleosporiaceae.   Inga underarter finns listade i Catalogue of Life.